# Шайе-Рише, Селини
Селини́ Шайе́-Рише́ (фр. Céliny Chailley-Richez, урождённая Рише; 15 мая 1884, Лилль — 9 сентября 1973) — французская пианистка. Мать музыковеда Жака Шайе.
Начала учиться музыке в Лилльской консерватории, затем окончила Парижскую консерваторию (1898) по классу Рауля Пюньо, затем продолжала изучать гармонию под руководством Самюэля Руссо.
В 1908 году вышла замуж за скрипача Марселя Шайе, с которым на протяжении многих лет выступала дуэтом; кроме того, дополняла возглавляемый Шайе струнный квартет до квинтета, вместе с этим коллективом гастролировала в Германии, Швейцарии, Бельгии, Нидерландах, Южной Америке. Вместе супруги Шайе выступали, прежде всего, как пропагандисты французского сонатного репертуара (Сезар Франк, Гийом Лекё, Габриэль Пьерне, позднее Клод Дебюсси). После того как Марсель Шайе в 1926 году завершил исполнительскую карьеру, Селини продолжила выступать в дуэте с Джордже Энеску. Вместе с Энеску они записали, уже после Второй мировой войны, две его сонаты для скрипки и фортепиано (№ 2 и № 3), Крейцерову сонату Людвига ван Бетховена и сонату для скрипки и фортепиано № 2 Роберта Шумана; кроме того, вместе со скрипачкой Хелен Аирофф Шайе-Рише записала сонату Сезара Франка. В качестве солистки записала фортепианный концерт Шумана (дирижёр Роберт Хегер) и серию клавирных концертов Иоганна Себастьяна Баха с Энеску в качестве дирижёра. Кроме того, сохранились сольные записи нескольких пьес Шумана и пьесы Франка «Прелюдия, хорал и фуга». Спорадически на протяжении своей карьеры выступала как аккомпаниатор со многими другими музыкантами — в частности, с Жоржем Баррером (1903).